# Dättwil
Dättwil (toponimo tedesco) è una frazione del comune svizzero di Baden, nel Canton Argovia (distretto di Baden).

## Storia

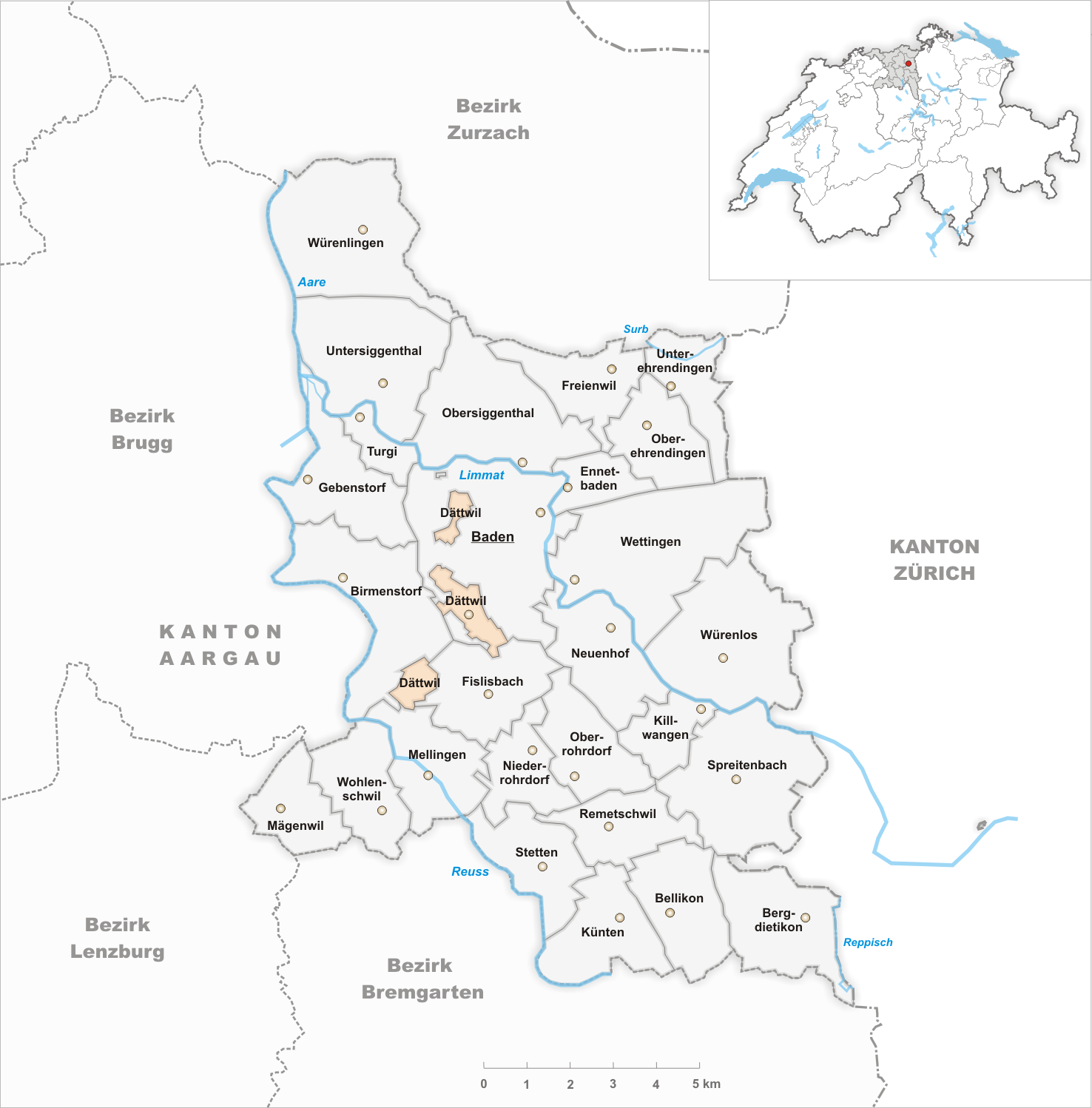
Il territorio del comune di Dättwil prima degli accorpamenti comunali del 1962

Già comune autonomo istituito nel 1803 e che comprendeva anche le frazioni di Münzlishausen e Rütihof, nel 1962 è stato aggregato al comune di Baden.

## Società

### Evoluzione demografica
L'evoluzione demografica è riportata nella seguente tabella:
Abitanti censiti

## Amministrazione
Ogni famiglia originaria del luogo fa parte del cosiddetto comune patriziale e ha la responsabilità della manutenzione di ogni bene ricadente all'interno dei confini del comune.